# In the Shadows
För andra betydelser, se In the Shadows (olika betydelser).
"In the Shadows" är en låt av den finländska rockgruppen The Rasmus. Den skrevs av bandets fyra medlemmar för deras femte album Dead Letters från 2003. Låten gavs ut som albumets första singel i mars 2003 och innebar gruppens internationella genombrott. Den har nått första plats på singellistorna i Finland och Nya Zeeland. 
Texten skrevs av sångaren Lauri Ylönen och speglar bandets egen karriär – de har väntat i skuggorna i 10 år på att få inleda en internationell karriär. Även tre år senare kunde bandet själva konstatera att detta är deras största hit. Låten visar tydligt upp den mer radiovänliga sidan av The Rasmus och domineras av gitarristen Pauli Rantasalmis lätta rockackord.
"In the Shadows" finns även tillgänglig i tv-spelet Guitar Hero: World Tour som ett nedladdningsbart innehåll. Den släpptes även som enskild låt som del av European Track Pack 03.

## Bakgrund och inspelning
Sångaren Lauri Ylönen har sagt att melodin till låten uppstod av en slump under en ljudkoll inför en konsert i Vasa medan bandet satt och jammade med sina instrument. Låten blev färdigskriven under deras semester i Thailand senare under 2002. Texten till låten skrevs av Ylönen och han menar att den handlar om bandets egen karriär. Han säger att "Texten speglar tid, när förberedelserna inför livet är färdiga, men ännu är allt oklart."
Låten spelades in under den senare delen av 2002 tillsammans med de övriga låtarna från Dead Letters vid Stockholm-studion Nord Studios. För produktionen och inspelningen ansvarade den svenska producentduon Mikael Nord Andersson och Martin Hansen. När singeln nådde Sverige blev den beskriven av pressen som en blandning av Kent och Muse, vilket Ylönen blev glad av att höra. 
En dold video från bandets dvd Live Letters visar en demoinspelning av låten där melodin är helt annorlunda än slutresultatet. Inte förrän i slutet av videon börjar Ylönen nynna på den melodi som kom att användas i den riktiga låten. Denna demoversion har i övrigt blivit populär bland fansen, trots att den inte är officiell.

## Musikvideor
Totalt har tre olika musikvideor producerats till låten, alla regisserade av olika regissörer och inspelade i olika länder. Det var mycket tack vare dessa videor som satte fart på bandets karriär även i resten av Europa samt delar av USA.

### Finlands version
- Inspelad: 13 december 2002 i Helsingfors, Finland
- Regissör: Finn Andersson (Film Magica OY)

Finlands version (även känd som Nordic Version och Bandit Version) var den första inspelade versionen av "In the Shadows". I videon får man se bandet utklädda till tjuvar som begår olika brott och sedan blir jagade av polisen. De flyr undan i en bil och springer in i skogen. Inte förrän i slutet av videon tar medlemmarna av sig sina rånarluvor och visar sina ansikten.

### Europas version
- Inspelad: 21 maj 2003 i Stockholm, Sverige
- Regissör: Niclas Fronda & Fredrik Löfberg (Baranga Film)

Europas version (även känd som Crow Version) var den andra inspelade videon av "In the Shadows". I videon får man se bandet i svarta kläder stående i ett vitt, belyst rum med fönster längst upp på väggarna. Bandet spelar på sina instrument under större delen av videon innan svarta kråkor kommer inflygande genom fönstren och krossar dem. Kråkorna släpper sedan ut deras fjädrar över hela rummet, därav den alternativa videotiteln Crow version.

### USA:s och Storbritanniens version
- Inspelad: 2004 i Bukarest, Rumänien
- Regissör: Philipp Stöltzl

USA:s och Storbritanniens version (även känd som Mirror Version) var den tredje och sista inspelade versionen av "In the Shadows". I videon får man delvis se bandet uppträda live på en rund scen omgiven av små lampor. Lokalen de spelar i är av gammaldags design med träväggar och liknas nästan vid en kyrka. Samtidigt får man se en kvinna på väg till byggnaden utifrån i en hästvagn. Hon går sedan in i byggnaden men i ett annat rum och fortsätter sedan in i ett kök. På väggen hänger en spegel som hon tittar in i och ser sångaren Lauri Ylönens ansikte genom. När hon kollar igen dras hon in genom spegeln och kommer ut på scenen där bandet spelar.

## Låtlistor och format
Alla låtar skrivna av Lauri Ylönen, Eero Heinonen, Pauli Rantasalmi och Aki Hakala
CD-singel, standard
1. "In the Shadows" (Radio Edit) – 4:18
2. "In the Shadows" (Revamped) – 3:03
3. "First Day of My Life" (Acoustic Demo) – 3:11

Brittisk CD-singel
1. "In the Shadows" – 4:18
2. "Everything You Say" – 2:46
3. "Days" – 4:12
4. "In the Shadows" (video) ("In the Shadows" har producerats i tre olika videor; denna avser European/Mirror Version)

Brittisk 7"-singel
1. "In the Shadows" – 4:18
2. "If You Ever" – 3:54

## Releaseschema
| Datum             | Område         | Skivbolag              |
| ----------------- | -------------- | ---------------------- |
| Januari 2003      | Finland        | Playground Music       |
| 3 mars 2003       | Skandinavien   | Playground Music       |
| Juni 2003         | Europa         | Motor/Universal Music  |
| Mars – april 2004 | Storbritannien | Island/Universal Music |
| 2004              | Australien     | Island                 |
| 2004              | USA            | Interscope             |

## Listplaceringar
| Listor (2003-2004)                | Högsta placering |
| --------------------------------- | ---------------- |
| Australienska singellistan        | 2                |
| Belgiska singellistan (Flandern)  | 6                |
| Belgiska singellistan (Vallonien) | 4                |
| Brittiska singellistan            | 3                |
| Danska singellistan               | 6                |
| Finländska singellistan           | 1                |
| Franska singellistan              | 6                |
| Italienska singellistan           | 2                |
| Nederländska singellistan         | 6                |
| Nyzeeländska singellistan         | 1                |
| Schweiziska singellistan          | 2                |
| Svenska singellistan              | 2                |
| Österrikiska singellistan         | 2                |

## Officiella versioner
- Radio Edit (4:17) – utgiven på singeln.
- Revamped (3:03) – utgiven på singeln. Siiri Nordin, sångare i rockgruppen Killer, gästsjunger.
- Meadows Remix (4:40) – utgiven på olika utgåvor av Dead Letters eller som b-sida på dess singlar.
- Live Radio Session (4:13) – utgiven på alternativa utgåvor av singeln "Guilty".

## Coverversioner
Eftersom "In the Shadows" var The Rasmus internationella genombrottslåt har den även blivit deras mest tolkade låt. Den tyska gruppen Gregorian har spelat in en cover som finns med på deras album Gregorian - The Dark Side (2004). Vidare har den även varit en återkommande framförd låt i svenska Idol. I Idol 2006 framförde Johan Larsson låten på "Juryns Val" (Liveband) den 24 november, i Idol 2008 sjöng Kevin Borg låten på "Kärlekstema" den 21 november och i Idol 2010 framfördes låten av Olle Hedberg på "Vecka 6: Rock" den 12 november.

## Medverkande
The Rasmus
- Lauri Ylönen – sång
- Eero Heinonen – bas
- Pauli Rantasalmi – gitarr
- Aki Hakala – trummor

Produktion
- Mikael Nord Andersson & Martin Hansen – produktion, inspelning, programmering, keyboard, tillagda ljud (Nord Studios, Stockholm)
- Martin Hansen & Leif Allansson – mixning (Nord Studios, Stockholm)
- Claes Persson – mastering (CRP Recordings)
- Jörgen Ingeström – tillagd keyboard
- Siiri Nordin – sång på Revamped-versionen
- Henrik Walse – layout